# Західне внутрішнє море

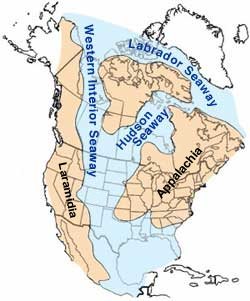
Західний внутрішній морський шлях в середині крейдового періоду, близько 100 мільйонів років тому

Західне внутрішнє море чи Західний внутрішній морський шлях (англ. Western Interior Seaway (WIS), Cretaceous Western Interior Seaway (KWIS), інші назви — Крейдове море, Ніобрерське море, і Північно-американське внутрішнє море) — історичне епіконтинентальне море, яке існувало в середині — кінці крейдового періоду, а також у дуже ранньому Палеогені, розділяючи материк Північна Америка на дві суші, Ларамідію на Заході та Аппалачію на сході. Стародавнє море простягалося від Мексиканської затоки і через середину сучасних країн США і Канади, зустрічалось з Північним Льодовитим океаном на півночі. Воно було до 760 метрів завглибшки, 970 км завширшки та понад 3200 км завдовжки

## Походження та геологія

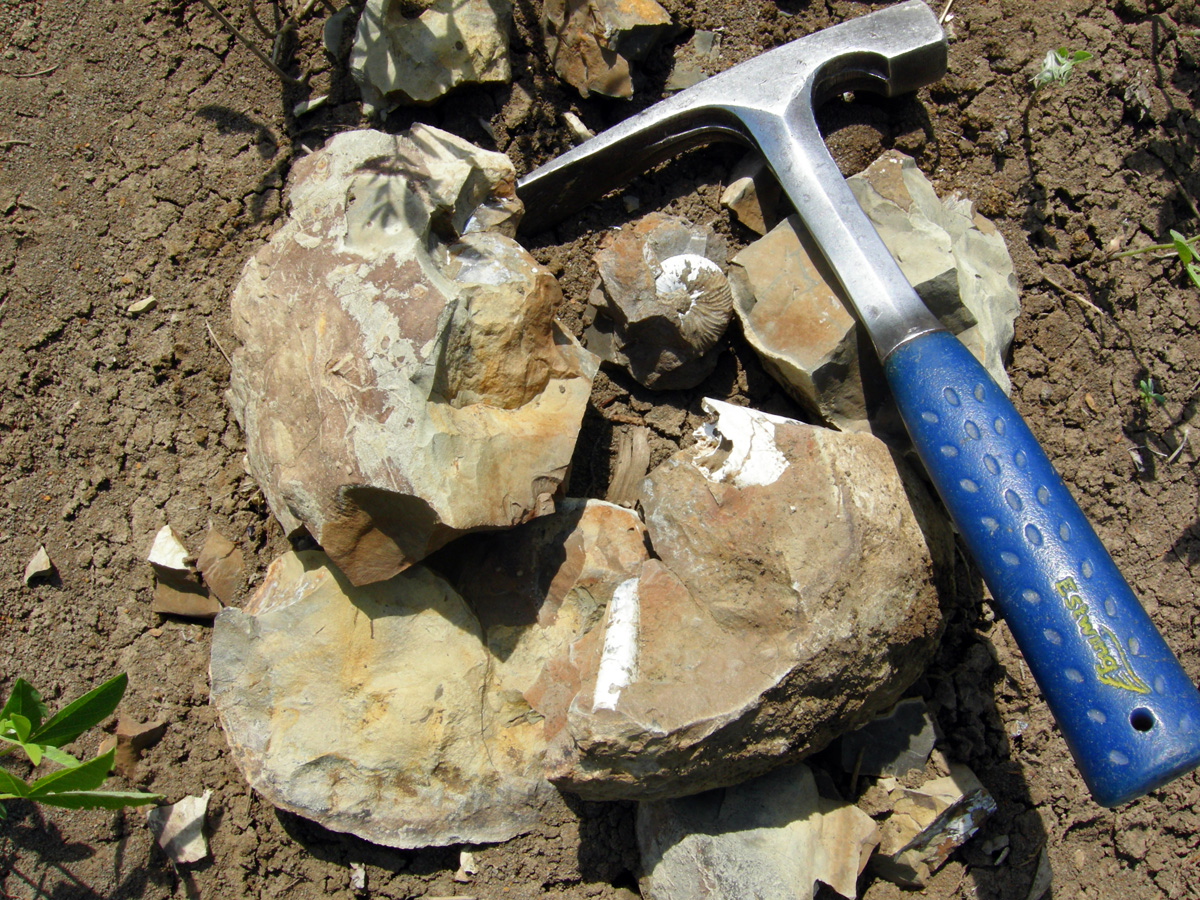
Розбитий конкремент з закам'янілими рештками всередині; сланець П'єр пізнього крейдового періоду біля Екалака, Монтана.

Морський шлях утворився внаслідок субдукції плити Фараллон під Північноамериканську плиту у Крейдовому періоді. Коли відбувалося зближення плит, молодша і рухливіша літосфера плити Фараллон субдукувала під невеликим кутом, процесом, відомим як «пласка плита». Ця плита, яка неглибоко занурювалась, чинила зчеплення на основу літосфери, потягнувши її вниз і спричинила динамічну топографію на поверхні, що викликало відкриття Західного внутрішнього моря. Ця депресія і високі евстатичні коливання рівня моря в Крейдяному періоді  дозволили водам Північного Льодовитого океану на півночі і Мексиканської затоки на півдні зустрітися і затопити центральну низовину, утворивши море, які наступало і відступало протягом всього Крейдового періоду.
Найраніша фаза морського шляху почалася в середині крейдяного періоду, коли рукав Північного Льодовитого океану наступив на південь через західну Північну Америку; це сформувало море Моурі, назване так за сланцем Моурі (кам'яною формацією, багатою на органіку). На півдні Мексиканська затока була продовженням океану Тетіс і зустрілась з морем Моурі в кінці крейдяного періоду, сформувавши «повний» морський шлях.
На максимумі Західний внутрішній морський шлях простягався від Скелястих гір на сході до Аппалачів, тобто мав бл. 1000 км у ширину. Найбільша його глибина становила 800—900 метрів, що неглибоко для моря. Два великі континентальні вододіли направляли у нього свої води зі сходу і заходу, розбавляючи його прісною водою і додаючи елементи шляхом еродованого мулу, який формував рухомі системи дельт вздовж низинних узбереж. На східних берегах колишнього моря є невеликі накопичення відкладів; а от західна межа складалася з товстого уламкового клину, який піддавався ерозії в східному напрямку від орогенного поясу Сев'єр. Тому західний берег був сильно змінним залежно від коливання рівня моря і кількості відкладів.

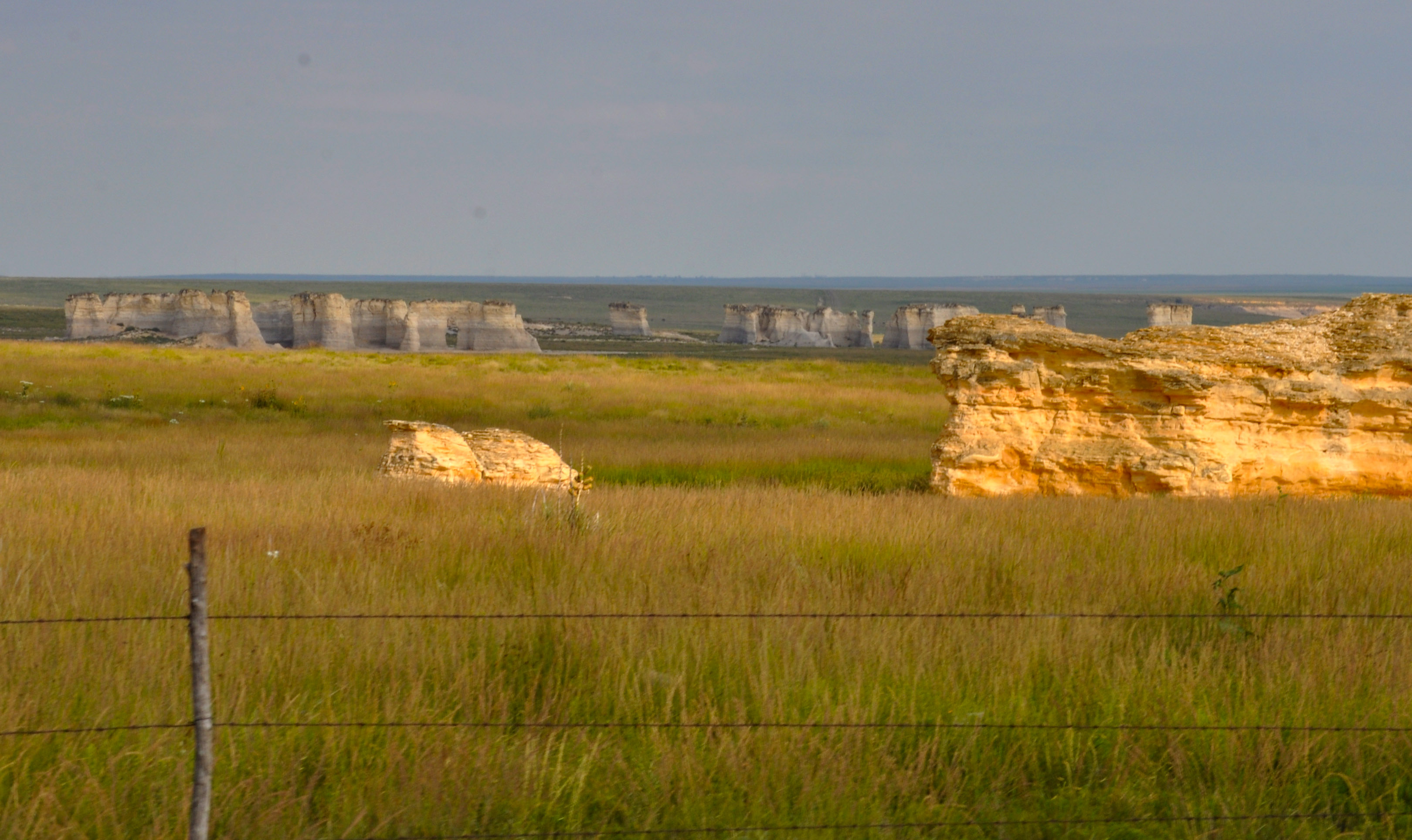
Моньюмент Рокс, розташовані в 25 милях на південь від Оуклі, Канзас.

Широко поширені карбонатні відклади дозволяють припустити, що морський шлях був теплий і тропічний, з рясними вапняковими водоростями. Залишки цих відкладів знаходяться на території штату Канзас. Одним з яскравих прикладів є Моньюмент Рокс (Канзас), крейдова формація, яка виходить на поверхню та підноситься на 21 метр над навколишніми пасовищами; формація є Національною природною пам'яткою США і одним з восьми чудес штату Канзас. Вона розташована у 40 км на південь від Оуклі, Канзас.
Кілька разів протягом пізньої Крейди Західний внутрішній морський шлях зазнавав періодів аноксії, коли внизу вода була позбавлена кисню, а водяний стовп був стратифікований.
В кінці крейдового періоду тривалий період орогенезу (Ларамійський орогенез) підняв на висоту піщані банки (з яких утворився пісковик) і каламутні солонуваті лагуни (з яких утворились сланці) — ці товсті послідовності мулу і пісковика досі можна побачити у Ларамійській формації — а улоговини між ними поступово подалі понижувались. Західний внутрішній морський шлях розділився сушею між Дакотами і відступив на південь у напрямку до Мексиканської затоки. Цю зменшену, регресивну фазу Західного внутрішнього морського шляху іноді називають Морський шлях П'єр.
На початку Палеоцену частини Західного внутрішнього морського шляху (морські води) все ще покривали райони нижньої течії Міссісіпі та сучасного міста Мемфіс. Пізніший наступ (трансгресія) моря, однак, був пов'язаний з кайнозойською послідовністю Теджас, а не з попередніми подіями, відповідальними за утворення Морського шляху.

## Фауна

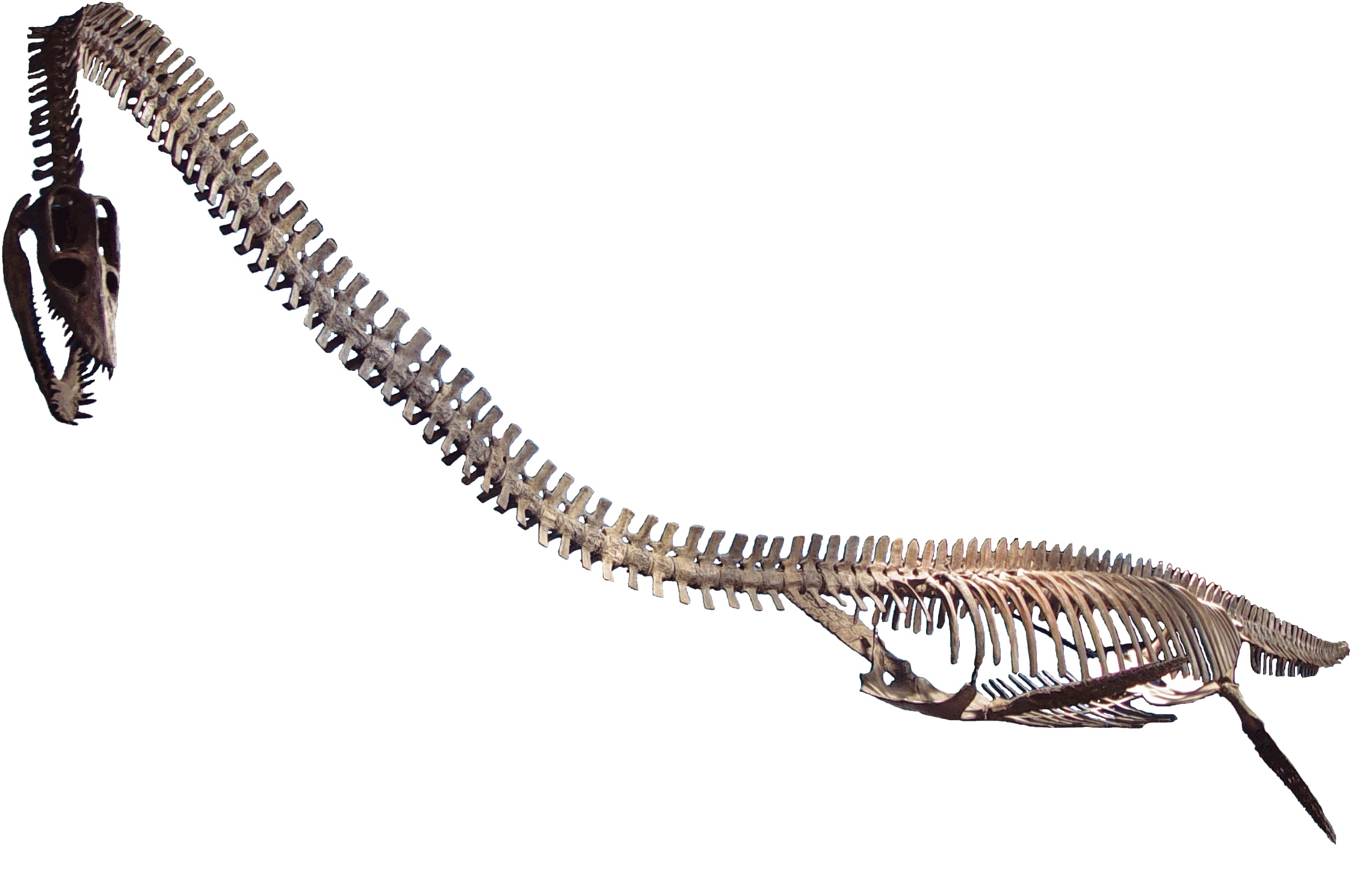
Elasmosaurus platyurus в Ресурсному центрі динозаврів Скелястих гір у місті Вудленд Парк, Колорадо

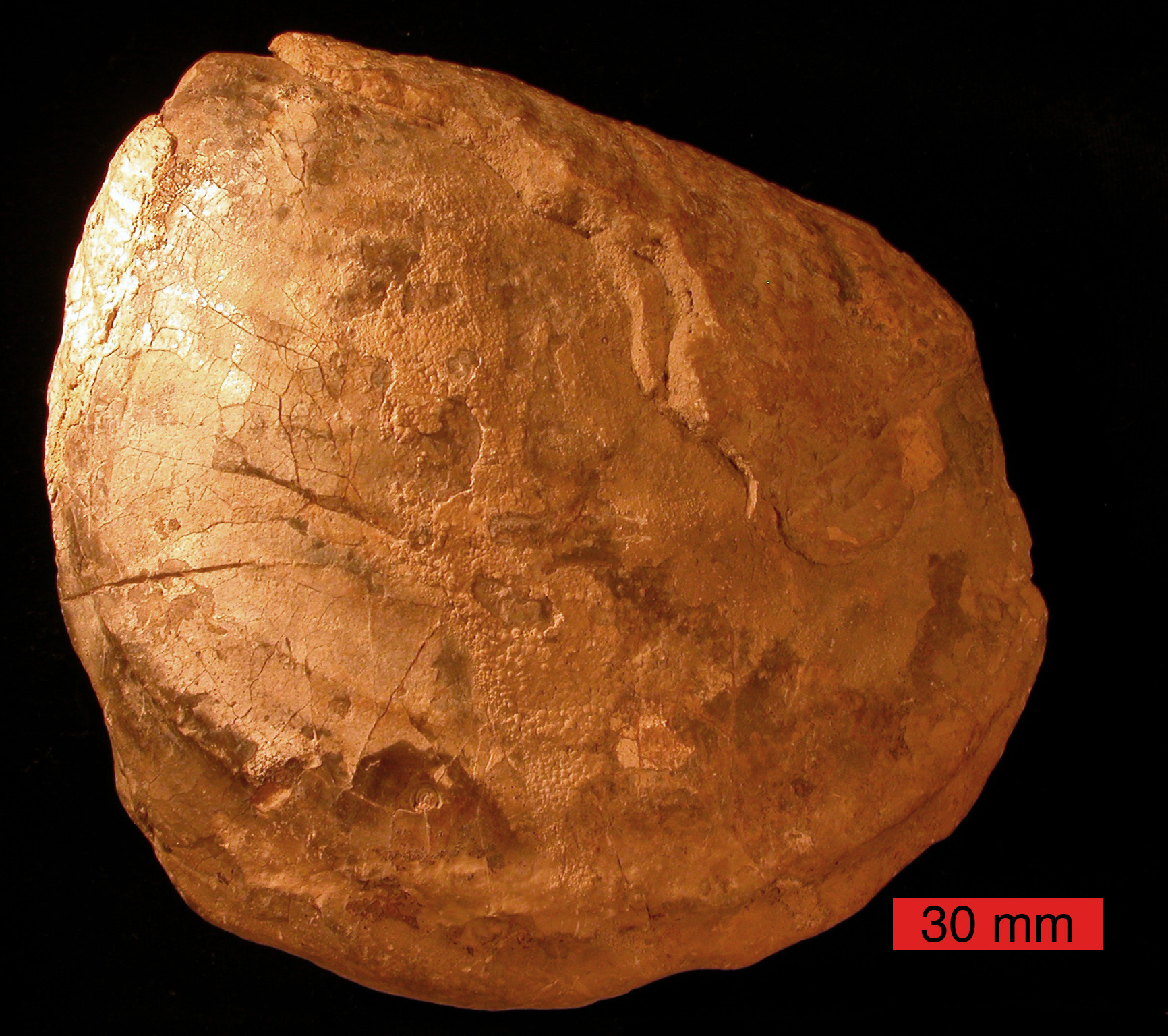
Inoceramus, стародавній двостулковий крейдяного періоду, Південна Дакота.

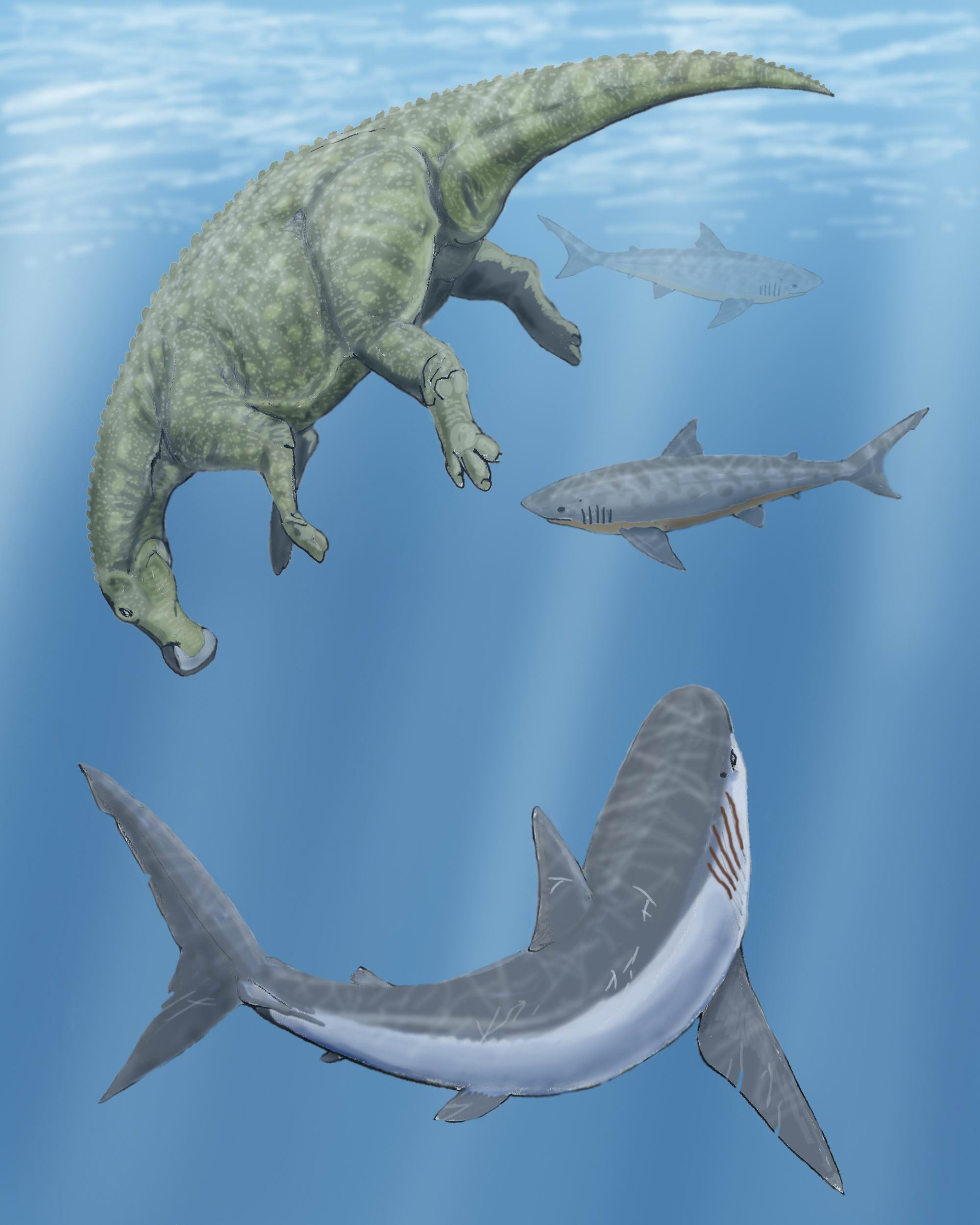
Художнє уявлення про те, як кретоксиріна і два сквалікоракси кружляють довкола мертвого Claosaurus в Західному внутрішньому морі

Західний внутрішній морський шлях був мілководним морем, що рясніло морський життям. Мешканцями моря були хижі морські рептилії, наприклад плезіозаври і мозазаври, яка виростали до 18 метрів у довжину. Інші морські мешканці включали акул, таких як сквалікоракс і гігантських Ptychodus mortoni (приблизно 10 метрів у довжину), які харчувались молюсками; та складних костистих риб, включаючи Pachyrhizodus, Enchodus, а також масивну 5-метрову ксіфактин — рибу, яка була більша, ніж будь-яка сучасна костиста риба. Інших представники морської фауни включали безхребетних, таких як молюски, амоніти, схожих на кальмарів белемнітів, і планктон, включаючи кокколітофоридів, що виділяли крейдяний секрет, який дав крейдовому періоду його назву, формініферів та радіолярій.
Західний внутрішній морський шлях був домівкою ранніх птахів, включаючи нелітаючих гесперорнісів, які мали міцні ноги для плавання і невеликі, схожі на крила, придатки, які вони використовували швидше як кермо у воді, а не для польоту; та схожих на крячкових іхтіорнісів, ранніх птахів з зубастим дзьобом. Іхтіорніс поділяв небо з великими птерозаврами, такими як Nyctosaurus і птеранодон. Скам'янілості птеранодона є дуже поширеними, і він був, напевно, одним з основних компонентів надводної екосистеми, хоча він був знайдений лише у південній частині морського шляху.
На дні гігантський молюск Inoceramus залишив поширені скам'янілі раковини сланців П'єр. Цей молюск мав щільну раковину, викладену «призмами» з кальциту, який відкладався перпендикулярно до поверхні, і надавав їй перламутровий блиск при житті молюска. Палеонтологи припускають, що його гігантський розмір був адаптацією до життя в каламутних придонних водах, де відповідно великі зябра дозволили їм впоратися з бідною на кисень водою.